# La Pastora (Paraguay)
La Pastora es un municipio de Paraguay, situada en el límite oeste del departamento de Caaguazú, a 160 km de la Capital Asunción y unos 38 km de la ciudad de Coronel Oviedo capital del departamento. Tiene límites, al oeste con el departamento de Cordillera, al norte con el distrito de Carayaó, al este con el distrito de Coronel Oviedo y al sur con el distrito de Nueva Londres. Se accede al distrito por un ramal de 35 km que parte de la  Ruta 2, pasando por Nueva Londres. Por otro lado, por el ramal de 25 km que parte de la ruta Ruta 8.
La actividad económica de este municipio se basa en la agroganadería; entre los productos que se destacan son el algodón, tabaco, piña, banano y esencia de Petit-grain.  

## Toponimia
El nombre proviene de Pastora Decoud, una dama paraguaya, que fue residenta durante la Guerra contra la Triple Alianza, era descendiente del Doctor José Segundo Decoud. Muchos ganaderos fueron estableciéndose en la zona, hasta que se elevó a categoría de distrito el 8 de noviembre de 1990.

## Geografía
Límites
La Pastora se encuentra en la zona oeste del departamento de Caaguazú. Tiene como límites a los siguientes distritos:
- Norte: Carayaó.
- Sur: Nueva Londres.
- Este: Coronel Oviedo.
- Oeste: Departamento de Cordillera.

## Turismo
En enero de 2012 el Intendente del distrito La Pastora Denis Andrés Martínez Arias junto con el presidente de la Junta Municipal Profesor Víctor Cabrera Martines firmaron acuerdo de plan turístico y de proyección de su distrito pela red internacional Internet con el Grupo Va de Carro Guía Industrial, Comercial y Turística de América del Sur, será incluido varios productores en el Google Wikipedia y muchos otros medios de Comunicación.